# Gazella saudiya
La gacela saudí (Gazella saudiya) es una especie extinta de mamífero bóvido que existió en la península arábiga. La especie se extinguió a causa, o en parte, por los humanos. La especie se declaró extinta en 2008 pero probablemente desapareció mucho antes.
La gacela saudí vivió en la llanuras pedregosas y arenosas del norte y occidente de la península arábiga. En su momento se extendió ampliamente desde Kuwait hasta Yemen, con la mayoría de los registros en el oeste de Arabia Saudita. Las gacelas saudíes se hallaban solas o en grupos de hasta 20 animales.
Esta especie previamente se consideraba una subespecie de la gacela común (Gazella dorcas), por lo cual su declive y desaparición recibió poca atención. Estudios genéticos recientes probaron su condición de especie separada. Aparte de las diferencias genéticas, la especie tenía patas más cortas y un color más claro.
En 1980, después de no ser vista por varias décadas, se le consideró extinta en la naturaleza. Los estudios genéticos de los individuos remanentes en cautiverio demostraron que todos los especímenes en cautiverio G. saudiya pertenecían a otras especies o eran híbridos. Se realizaron intentos frecuentes para hallar gacelas saudíes puras en propiedades privadas y en la naturaleza, pero no se halló evidencia de individuos sobrevivientes. La especie fue declarada formalmente extinta por la UICN en 2008.